# Габідуллін Хаджі Загідулович
Хаджі Загідулович Габідуллін (7 січня 1897, с. Савади-Башево Белебейського повіту, Уфимської губернії, Російська імперія — 27 вересня 1937, м. Москва, РРФСР, СРСР) — радянський татарський державний діяч. Член РСДРП(б) з 1917 року. Тюрколог, історик. Педагог. Професор. Перший керівник Московського університетського історичного сходознавства.

## Біографія
Татарин. Народився у родині мулли. 1915 року закінчив Кунгурівське вище початкове училище.
У 1917—1918 рр. — комісар з мусульманських справ Тобольської губернії.
У 1919—1920 рр. — комісар в РСЧА, командир 2-го мусульманського полку, комісар I Казанських кавалерійських курсів; начальник управління міліції та заступник народного комісара внутрішніх справ Татарської АРСР (1920—1924).
Голова Раднаркому Татарської АРСР у 1924—1927 роках; водночас у 1924—1926 роках був головою Державної планової комісії ТАРСР.
У 1927—1930 рр. — член Малого Раднаркому РРФСР.
1933 року закінчив Східний сектор Інституту червоної професури, професор нової історії колоніальних країн.
З 1931 року працював викладачем Комуністичного університету трудящих Сходу. Водночас у 1931—1933 роках був завідувачем кафедри Татарії та Башкирії Комуністичного університету трудящих Сходу.
У 1933—1936 рр. — начальник Управління університетів та науково-дослідних установ Наркомпросу РРФСР. Член колегії Наркомпросу РРФСР (1933—1937). Завідувач кафедри сходознавства МІФЛІ (1933—1936).
У грудні 1935 року без захисту йому було присвоєно ступінь кандидата історичних наук.
1936 року — учасник 3-го Конгресу Турецького лінгвістичного товариства.
З березня 1937 року — заступник голови та вчений секретар Комісії сприяння науковим зв'язкам із Туреччиною АН СРСР.
У 1936—1937 рр. працював начальником Управління дорослих шкіл Наркомпросу РРФСР.
У 1934—1937 рр. — завідував кафедрою нової історії колоніальних та залежних країн МДУ.
26 червня 1937 року був арештований («султангалієвщина»). За списком «Москва-центр» від 15 вересня 1937 року на 117 осіб, під №21, за поданням нач. 8-го відділ ГУДБ НКВС В. Є. Цесарського. Підписи: «За». Сталін, Молотов. Засуджений ВКВС 27 вересня 1937 р. за звинуваченням в участі в контрреволюційній терористичній організації. Розстріляний 27 вересня 1937 року. Прах поховано на території Донського кладовища м. Москви.
З 1917 по 1922 рік був одружений з Оленою Марківною Хомік, за національністю українкою. 20 лютого 1920 року в Казані у них народилася дочка Галина Володимирівна Габідулліна (1920—1959). Вона була кандидатом біохімічних наук.
Реабілітований посмертно 14 травня 1957 року.

## Публікації
- Татарстан впродовж семи років (1920—1927) (рос. Татарстан за семь лет (1920—1927)). Казань, 1927;
- Нариси панісламізму та пантюркізму в Росії (рос. Очерки панисламизма и пантюркизма в России). М., 1931 (совм. с А. Аршаруни);
- Проблеми младотурецької революції (рос. Проблемы младотурецкой революции) // РВ. 1934. № 3. С. 146—164; № 4. С. 111—131;
- Младотурецька революція (рос. Младотурецкая революция). Ист. очерки. М., 1936.